# Кільце дискретного нормування
Кільце дискретного нормування  — область цілісності R з одиницею, в якій існує такий елемент {\displaystyle \pi \in R}, що будь-який ненульовий ідеал породжується деяким степенем елемента  {\displaystyle \pi \in R}. Даний елемент визначений з точністю до множення на оборотний елемент. Кожен ненульовий елемент кільця дискретного нормування єдиним способом записується у вигляді {\displaystyle u\pi ^{n}}, де u  — оборотний елемент, а n ≥ 0  — ціле число.
Кільце дискретного нормування можна отримати в результаті дискретного нормування деякого поля вибором підмножини елементів з невід'ємною нормою. 

## Еквівалентні визначення
Кільце дискретного нормування  — це цілісне кільце R, яке задовольняє наступним еквівалентним умовам, кожну з яких можна прийняти за визначення кільця:
1. R  — локальне кільце головних ідеалів, яка не є полем.
2. R  — локальне кільце Дедекінда, яке не є полем.
3. R  —  локальне кільце Нетер, розмірність Круля якого дорівнює одиниці, а єдиний максимальний ідеал  — головний.
4. R  — Цілозамкнуте одновимірне локальне нетерове кільце.
5. R  — кільце головних ідеалів з єдиним ненульовим простим ідеалом.
6. R  — факторіальне кільце з єдиним незвідним елементом (з точністю до множення на оборотні елементи кільця).
7. R не є полем і кожен його ненульовий дробовий ідеал є незвідним, тобто не може бути записаний як перетин скінченної кількості дробових ідеалів, що містять цей ідеал і не рівні йому.
8. Існує дискретне нормування поля часток кільця R, таке що R збігається з множиною елементів з невід'ємною нормою.

## Приклади
- Позначимо {\displaystyle \mathbb {Z} _{(2)}=\{p/q\;|\;p,q\in \mathbb {Z} ,q\nmid \;2\}.} Поле часток цього кільця  — множина раціональних чисел {\displaystyle \mathbb {Q} .} Розкладемо чисельник і знаменник довільного раціонального {\displaystyle r} на прості числа і запишемо його у вигляді {\displaystyle 2^{k}p/q} з непарними {\displaystyle p,q} і визначимо {\displaystyle v(r)=k.} Тоді {\displaystyle \mathbb {Z} _{(2)}}  — кільце дискретного нормування, що відповідає {\displaystyle v}. Зауважимо, що {\displaystyle \mathbb {Z} _{(2)}}  — локалізація дедекіндового кільця {\displaystyle \mathbb {Z} } по простому ідеалу {\displaystyle (2)}. Виявляється, що локалізація будь-якого дедекіндового кільця по ненульовому простому ідеалу  — кільце дискретного нормування.
- У ролі більш геометричного прикладу візьмемо кільце раціональних функцій, знаменник яких не дорівнює нулю в точці 0, тобто функцій, які визначені в деякому околі нуля. Такі функції утворюють кільце дискретного нормування, єдиний незвідний елемент якого  — функція {\displaystyle x} (з точністю до множення на оборотні елементи), а відповідне нормування раціональних функцій  — порядок нуля (можливо, нульовий або від'ємний) цієї функції в нулі. Цей приклад є стандартним для вивчення алгебраїчних кривих в неособливій точці; в даному випадку, алгебраїчна крива  —  дійсна  вісь.
- Інший важливий приклад  — кільце формальних степеневих рядів; тут незвідним елементом є  ряд {\displaystyle x}, а нормування  — степінь першого ненульового коефіцієнта. Якщо обмежитися дійсними або комплексними коефіцієнтами, можна розглянути ряди, що збігаються в деякому околі нуля  — це як і раніше кільце дискретного нормування.
- Кільце p-адичних цілих чисел {\displaystyle \mathbb {Z} _{p}}.

## Топологія
Будь-яке кільце дискретного нормування природним чином є топологічним кільцем, відстань між елементами x і y задається наступним чином:
{\displaystyle |x-y|=2^{-\nu (x-y)}}
(Замість 2 можна взяти будь-яке дійсне число > 1). Інтуїтивно, елемент малий (близький до нуля), якщо його норма велика.
Кільце дискретного нормування є компактним тоді і тільки тоді, коли воно є повним і поле лишків R/m ( m  — максимальний ідеал) є скінченним. Компактне кільце або є ізоморфним кільцю {\displaystyle k[[T]]} формальних степеневих рядів над скінченним полем k або є скінченним розширенням кільця {\displaystyle \mathbb {Z} _{p}}.

## Розширення кілець
Якщо {\displaystyle A\subset B}  — кільця дискретного нормування з відповідними елементами {\displaystyle \pi } і {\displaystyle \Pi }, то {\displaystyle \pi =u\Pi ^{e}}, де u  — оборотний елемент в В. Ціле число {\displaystyle e=e(B/A)} називається індексом розгалуження розширення {\displaystyle A\subset B}, а
{\displaystyle [B/\Pi B:A/\pi A]=f(B/A)}
називається степенем лишків. 
Така ситуація виникає, коли розглядають ціле замикання B кільця дискретного нормування A з полем часток K в скінченному розширенні L поля K. У цьому випадку B є напівлокальним кільцем головних ідеалів, і якщо {\displaystyle {\mathfrak {p}}_{1},...,{\mathfrak {p}}_{s}}  — його максимальні ідеали, то {\displaystyle B_{i}=B_{{\mathfrak {p}}_{i}}} є кільцями дискретного нормування. Якщо припустити, що L  — сепарабельне розширення K степеня n, то справедливою є формула:
{\displaystyle \sum _{i=1}^{s}e(B_{i}/A)f(B_{i}/A)=n.}
Якщо L/K є розширенням Галуа, то всі {\displaystyle e(B_{i}/A)} і всі {\displaystyle f(B_{i}/A}) рівні між собою, і {\displaystyle n=sef}. 
Якщо ж A  — повне кільця дискретного нормування, то також В буде кільцем дискретного нормування, і {\displaystyle e(B/A)f(B/A)=n.} У цих припущеннях розширення {\displaystyle A\subset B} (а також L над K) називається нерозгалуженим розширенням, якщо {\displaystyle e(B/A)=1}, а поле {\displaystyle B/{\mathfrak {p}}} є сепарабельним над {\displaystyle A/{\mathfrak {m}}}; слабо розгалуженим, якщо {\displaystyle e(B/A)} є взаємно простим з характеристикою поля {\displaystyle A/{\mathfrak {m}}}, а {\displaystyle B/{\mathfrak {p}}} є сепарабельним над {\displaystyle A/{\mathfrak {m}}}; цілком розгалуженим, якщо {\displaystyle f(B/A)=1}.

## Модулі над кільцями дискретного нормування
Теорія модулів над кільцями дискретного нормування має велику схожість з теорією абелевих груп. 
- Будь-який скінченнопороджений модуль є прямою сумою циклічних модулів;
- Модуль без кручень є плоским модулем;
- Довільний проективний модуль або підмодуль вільного модуля є вільним модулем. Однак прямий добуток нескінченного числа вільних модулів не обов'язково є вільним.
- Модуль без кручень зліченного рангу над повним кільцем дискретного нормування є прямою сумою модулів рангу 1.